# Amerila lactea
Amerila lactea là một loài bướm đêm thuộc phân họ Arctiinae, họ Erebidae.